# Château d'Osthoffen
 (décembre 2023).
Si vous disposez d'ouvrages ou d'articles de référence ou si vous connaissez des sites web de qualité traitant du thème abordé ici, merci de compléter l'article en donnant les références utiles à sa vérifiabilité et en les liant à la section « Notes et références ».
Le château d'Osthoffen est situé en Grand Est, dans le département du Bas-Rhin, 15 km à l'ouest de Strasbourg.
Il fait l’objet d’une inscription au titre des monuments historiques depuis le 11 septembre 1963.

## Historique

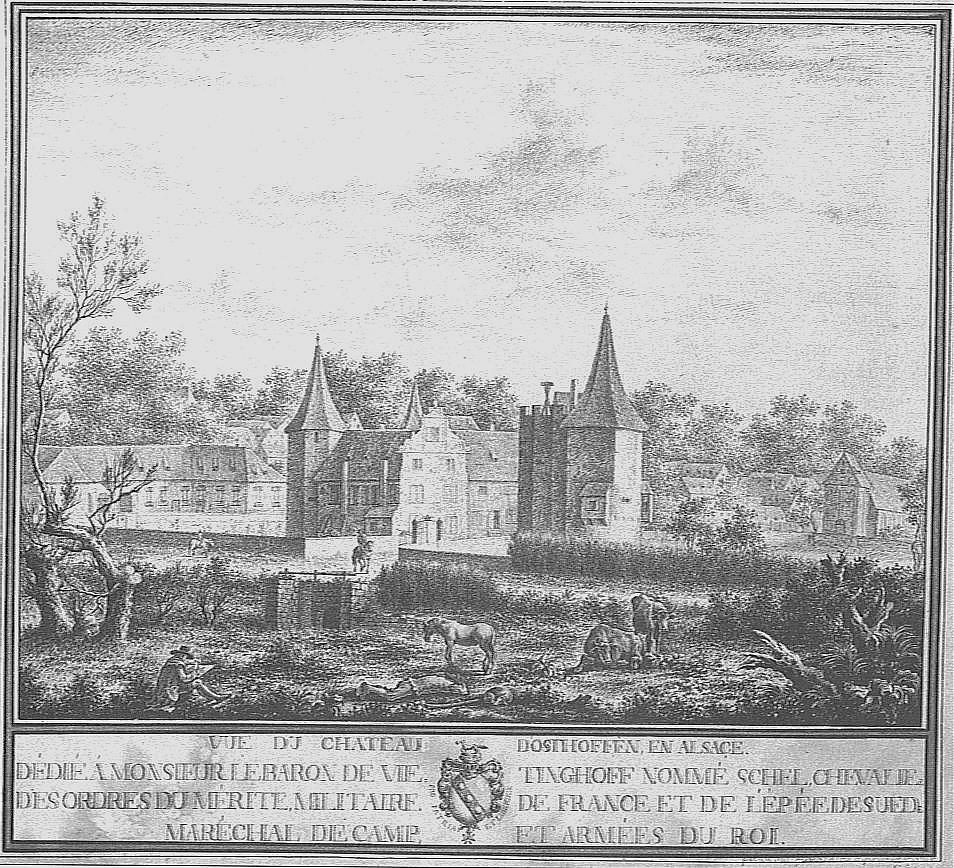
Gravure du château d'Osthoffen montrant le donjon du Moyen Âge au (XVIIIe siècle), abattu à la Révolution.

Son origine remonte à la conquête romaine en 50 av. J.-C. Il faisait partie du système de défense du camp romain établi au sommet de la colline du Scharrach 5 km à l'ouest du château au pied des Vosges. Les camps romains dans toute l'Europe avaient partout la même disposition : un camp principal établi selon des schémas standards flanqué de tours de guet à distance de trompes, feux de signalisation, comportant un poste de guet et d'alerte pour signaliser les incursions de bandes armées. Ce camp était établi autour d'une tour d'une forme très particulière (voir leur réplique sur la Colonne Trajane à Rome).
Ces tours de guet étaient l'élément essentiel du dispositif de contrôle des armées romaines aux confins du royaume, elles fonctionnaient la nuit (feux et trompe,) et le jour même par temps de brouillard.
La tour de guet qui devint plus tard le château d'Osthoffen était située à l'est du camp romain du Scharrach d'où son nom germanisé : OST : est-- HOFFEN : cour ou camp en allemand. Son pendant se situe à l'ouest du camp du Scharrach sous la forme d'un village présentant les restes d'une fortification : Westhoffen à la même distance du camp.
À l'origine, le village ne côtoyait pas le château. Il était situé à 2 km à l'est de l'emplacement du château, dans un vallon près d'une source (des vestiges de poterie furent trouvés à cet endroit). À cause de guerres et de destructions, le village vint se mettre à l'abri des murs du château dans le courant du Ier millénaire.
Au XIIe siècle, la forteresse d'Osthoffen fut construite sur l'ancien fort romain en suivant l'ancien dessin de celui-ci. Le dessin des douves est d'origine romaine, les Romains entourant leur camp militaire de douves sèches. Le château fut construit comme un château de plaine, il n'y eut jamais d'eau dans les fossés, ce ne fut jamais un Wasserschloss. Le château resta une forteresse du XIIe  au  XVe siècle. Il subit au début du XVe siècle une bataille de 10 jours et fut réduit en ruines par l'évêque de Strasbourg.
Pendant un siècle, le château d'Osthoffen resta à l'état de ruines. À la fin du XVe siècle, il fut reconstruit par l'architecte Jost Von Seebach.
La vocation du château changea : il garda une vocation militaire réduite, et fut surtout le centre d'une activité agricole et religieuse. En effet le château d'Osthoffen faisait partie des territoires de la grande abbaye de Marmoutier qui s'étendait jusqu'à la Lorraine.
Le château fut doté de deux frontons Renaissance rhénane, mais il garda les murailles qui fermaient la cour intérieure et son donjon flanqué d'une tour d'escalier. Il gagna aussi quelques ouvertures supplémentaires.
À la Guerre de Trente Ans, le château eut encore un rôle militaire comme cantonnement de certaines troupes de Turenne qui y passa la nuit avant la bataille (et victoire) d'Entzheim.
Ce n'est qu'au tout début du XVIIIe siècle que le château fut embelli par la famille du baron von Zuckmantel (ambassadeur de Louis XV à Venise) : les courtines fermant la cour intérieure furent abattues, la façade fut percée de fenêtres XVIIIe à la française. Le château est cité ainsi que la famille von Zuckmantel par la baronne d'Oberkirch dans ses Mémoires.
À la Révolution les autorités révolutionnaires publièrent un édit obligeant les propriétaires des châteaux voisins de la frontière du Rhin à abattre donjons et tours. Ce qui fut fait en Lorraine et en Alsace. Le donjon du XIIe siècle et sa tour d'escalier contiguë furent abattus ainsi que les deux sommets des tours des XIIIe et XVe siècles. Puis les propriétaires, les deux sœurs Zuckmantel, effrayées par les excès révolutionnaires le louèrent à un de leurs cousins Vietinghoff, et se retirèrent. M. de Vietinghoff y vécut quelques années puis le vendit à un marchand de biens qui le revendit en 1817 au général vicomte François Grouvel qui avait épousé une Alsacienne, Marie Nebel, fille du maire de Haguenau. Le vicomte Grouvel devint gouverneur militaire de la ville de Strasbourg sous la Restauration. Son fils Jules Grouvel avec son frère Léon (banquier, propriétaire de la Banque d'Alsace en 1872) entreprit de considérables travaux de restauration : il releva le donjon selon un dessin fantaisie personnel, construisit un pont en pierre à la place de la passerelle en bois des siècles précédents, transforma la plus vieille tour du château (nord) en escalier de service en lieu et place des plateformes de tir du Moyen Âge. Il refit aussi toutes les huisseries et cloisons intérieures et remeubla le château. Il renforça les fossés et les consolida à l'aide de puissants contreforts.
Il participa à la guerre franco-allemande de 1870, en particulier il commanda un régiment d'artillerie à la bataille de Frœschwiller (Reichoffen pour les français), il protégea la retraite des Français sur Saverne. Refusant la nationalité allemande, il vivait en partie à Paris, en partie à Osthoffen. De ce fait, le château d'Osthoffen ne fut jamais complètement de nationalité allemande dans la période de 1872 à 1918. La guerre de 1914-1918 faillit voir la vente du château par le séquestre allemand.
Le retour de l'Alsace à la France pendant l'entre-deux guerres amena aussi des perfectionnements techniques modernes au château: eau courante, téléphone, etc.
La Seconde Guerre mondiale fut extrêmement destructrice : pillage par les Allemands et destruction par le feu des archives familiales. Le propriétaire François Grouvel, prisonnier des Allemands pendant 5 ans ayant refusé de signer le papier reconnaissant les droits allemands sur l'Alsace, ses biens furent séquestrés, vendus en Allemagne ou détruits.
La reconquête de l'Alsace amena d'autres dégradations par les troupes de la Libération. François Grouvel et son épouse durent nettoyer l'intérieur du château à la lance à incendie.

## Architecture
Le site du château d'Osthoffen comprend trois murs d'enceinte :
- Le premier est formé par l'actuelle départementale D118 qui constituait l'enceinte Nord du château. Elle encerclait largement le château son dessein d'origine respecte les enceintes des camps romains, larges et dégagées afin de faciliter les actions de défense. Ce mur d'enceinte se prolonge sous la prairie à l'Est du château et réapparait au sud. Ce mur d'enceinte apparait sur les photos de satellite visibles sur Google Earth.
- La deuxième enceinte cernait les murs des douves du château délimitant ainsi des contrescarpes efficaces dans la défense.
- Le Troisième mur d'enceinte fermait le château sur les deux faces Est et Sud. de la cour intérieure. Ils furent abattus à la Révolution.

Les larges fossés du château ont toujours été secs, le château d'Osthoffen n'a jamais été un Wasserschloss ; si on met de l'eau dans les douves tout s'écroule car les fondations du château sont peu profondes. Pour consolider le château chaque siècle a ajouté de nombreux contreforts qui prennent appui dans les douves sèches. 
Le logis du château est composé de deux bâtiments en équerre flanqués d'une tourelle d'escalier polygonale (XVe siècle) et d'une tour ronde d'angle. Cette tour d'angle est le vestige le plus ancien du château, elle était destinée à défendre les deux entrées principales de la forteresse situées au nord. Celles-ci ont été détruites lors de la bataille du XIVe siècle. Le château avait à l'origine trois étages dont le dernier a disparu lors de sa première reconstruction sous la Renaissance. Au-dessus de la cave, le rez-de-chaussée est surélevé et surmonté d'un étage, lui-même d'un étage mansardé surmonté lui-même des combles, à l'emplacement de l'ancien troisième étage.
Le donjon (abattu à la Révolution) fut reconstruit selon un dessin du général Jules Grouvel en 1866. Le donjon d'origine était très particulier : il était constitué de deux tours accolées : l'une était un escalier en colimaçon l'autre une tour avec des pièces en étages. L'ensemble était très lourd et est avantageusement remplacé par le donjon actuel dont le dessin a été réalisé par le général Jules Grouvel polytechnicien, préférant de beaucoup l'architecture au métier des armes qu'il dut épouser selon les exigences de son père.
Au sommet du pignon Est se trouve une statue datant du XVe siècle représentant saint Quirin en officier romain. Cette statue est le témoignage de l'appartenance du château à l'abbaye de Marmoutier qui possédait aussi le village de Saint-Quirin, près d'Abreschviller. Saint Quirin est le patron de la ville de Neuss en Allemagne.

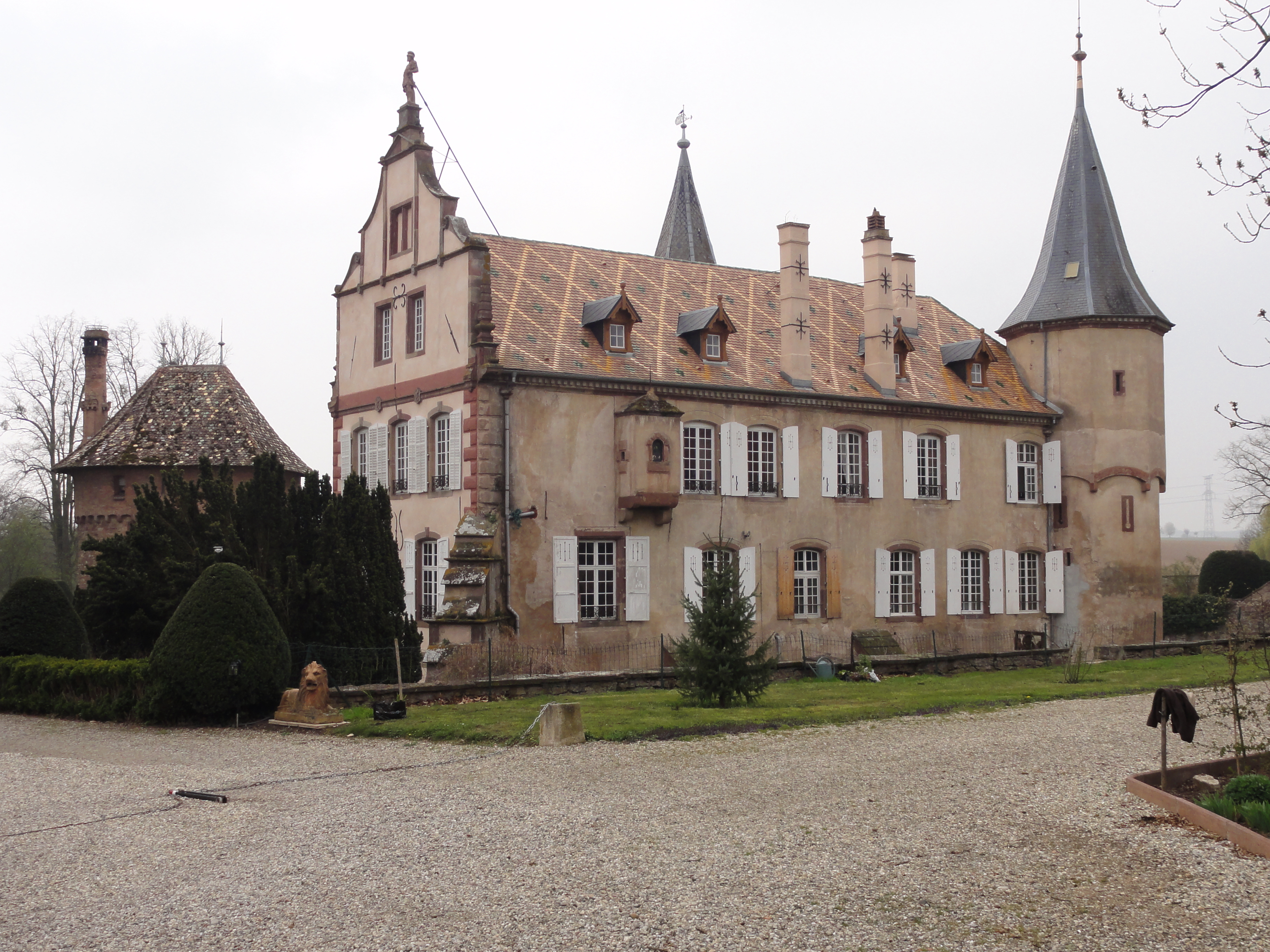
Façade Nord sur cour
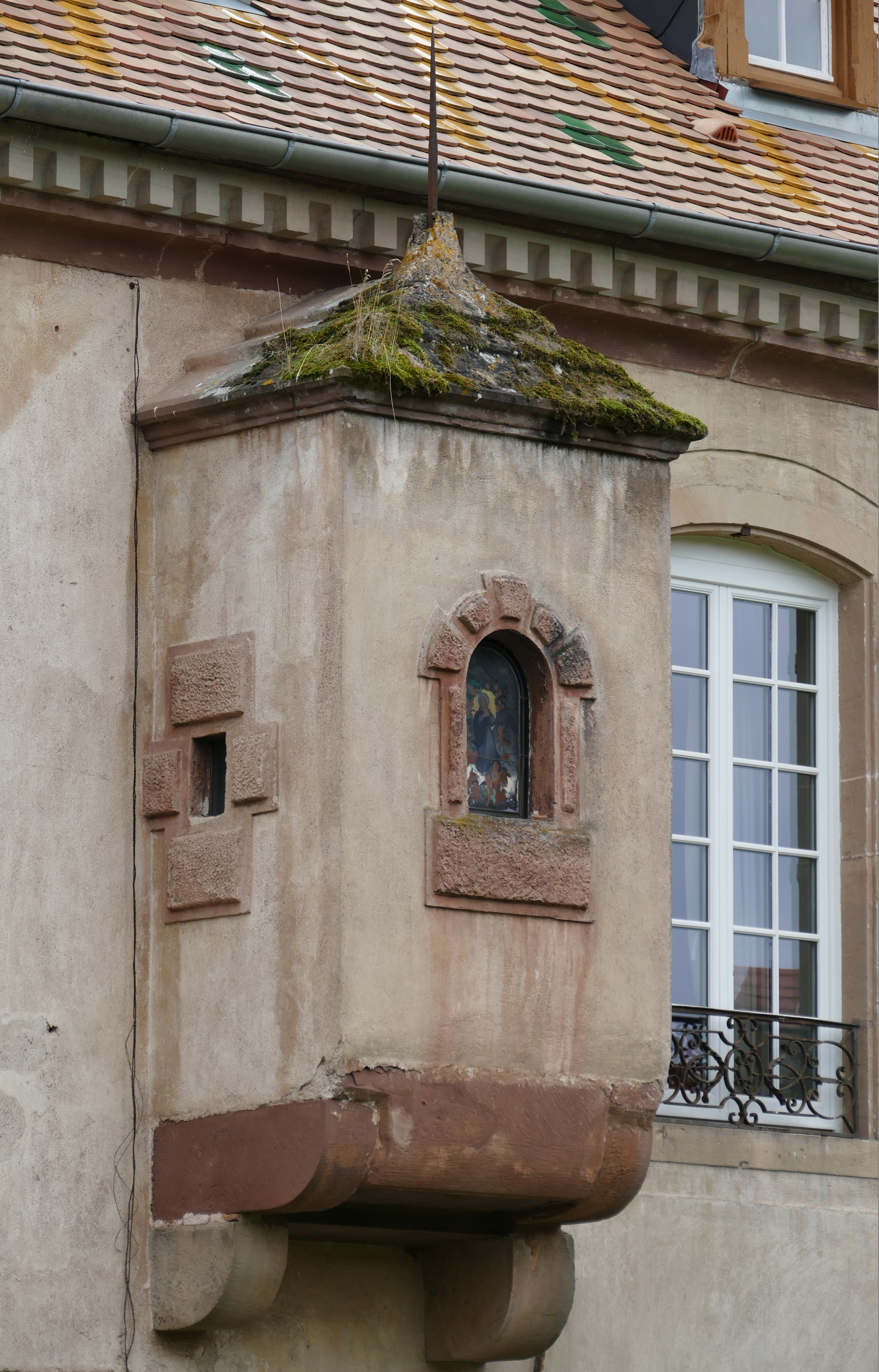
Bretèche sur façade Nord
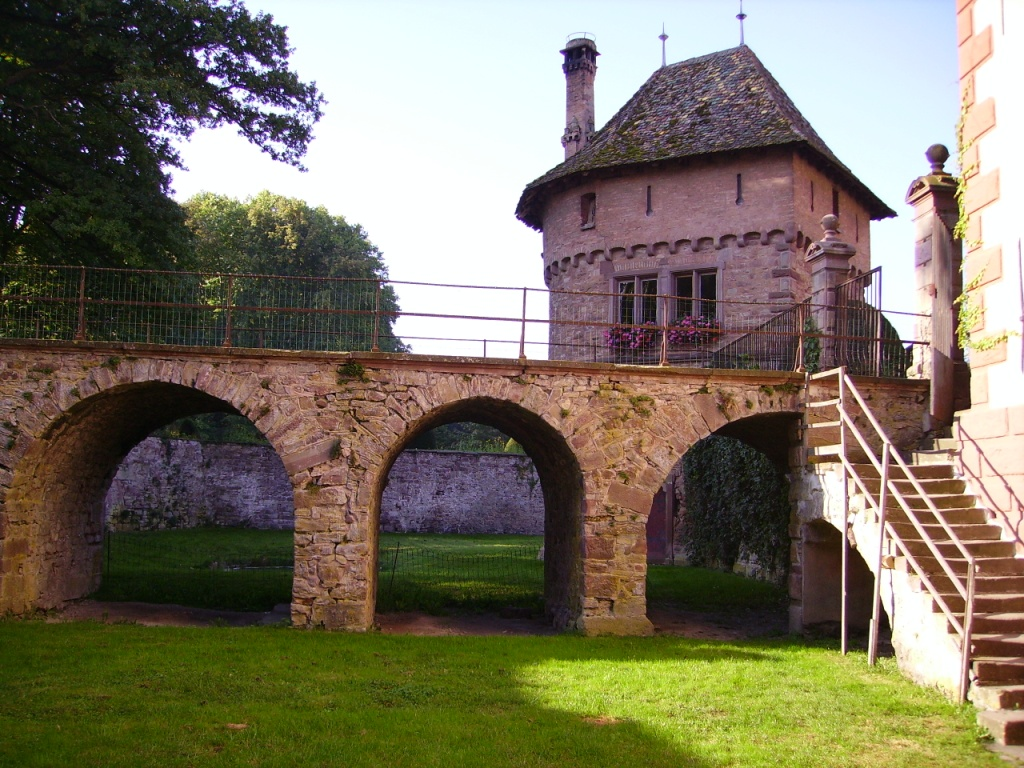
Pont d'accès au château franchissant les douves sèches du château
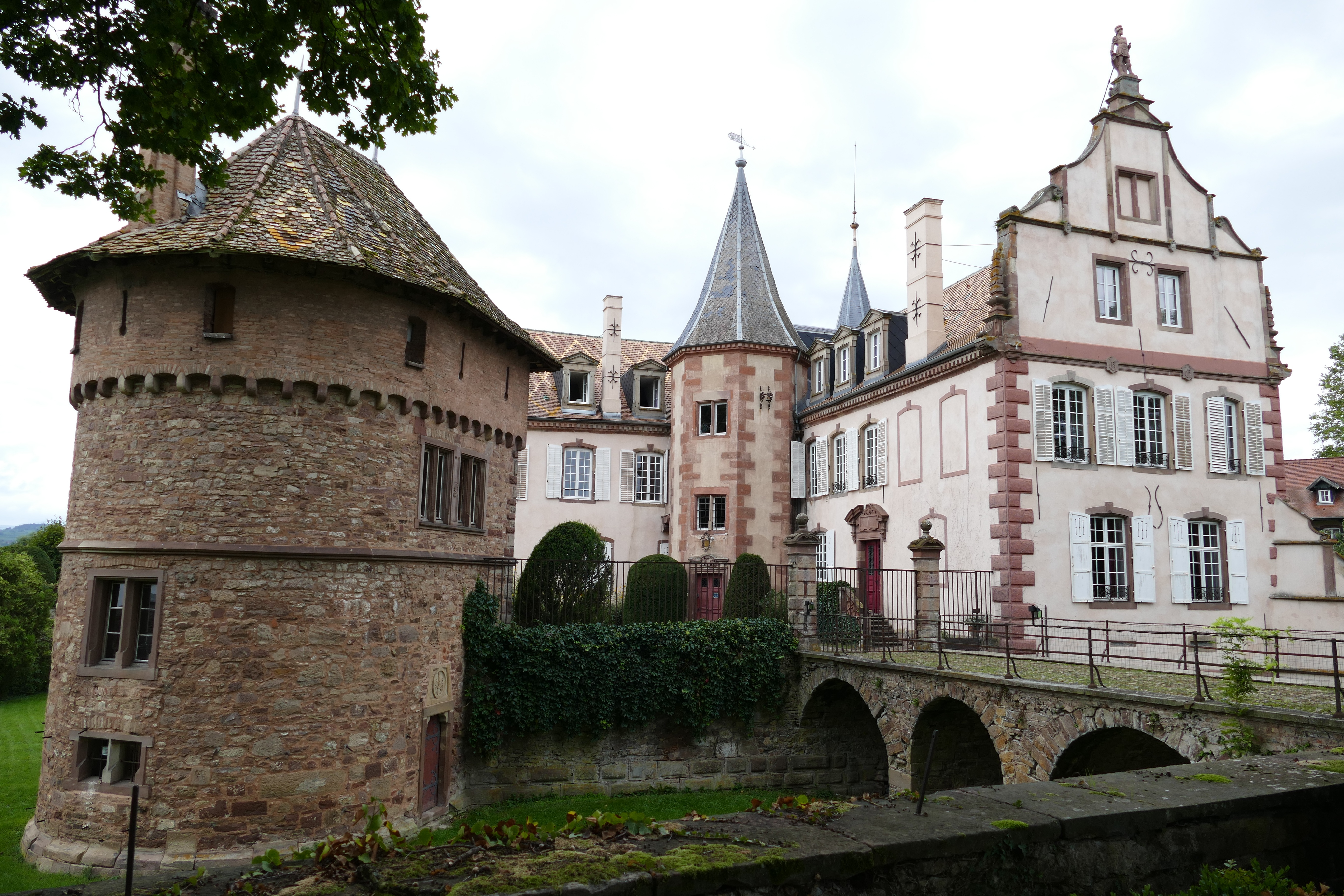
Pignon Renaissance, tourelle d'escalier, donjon (XIXe), douves
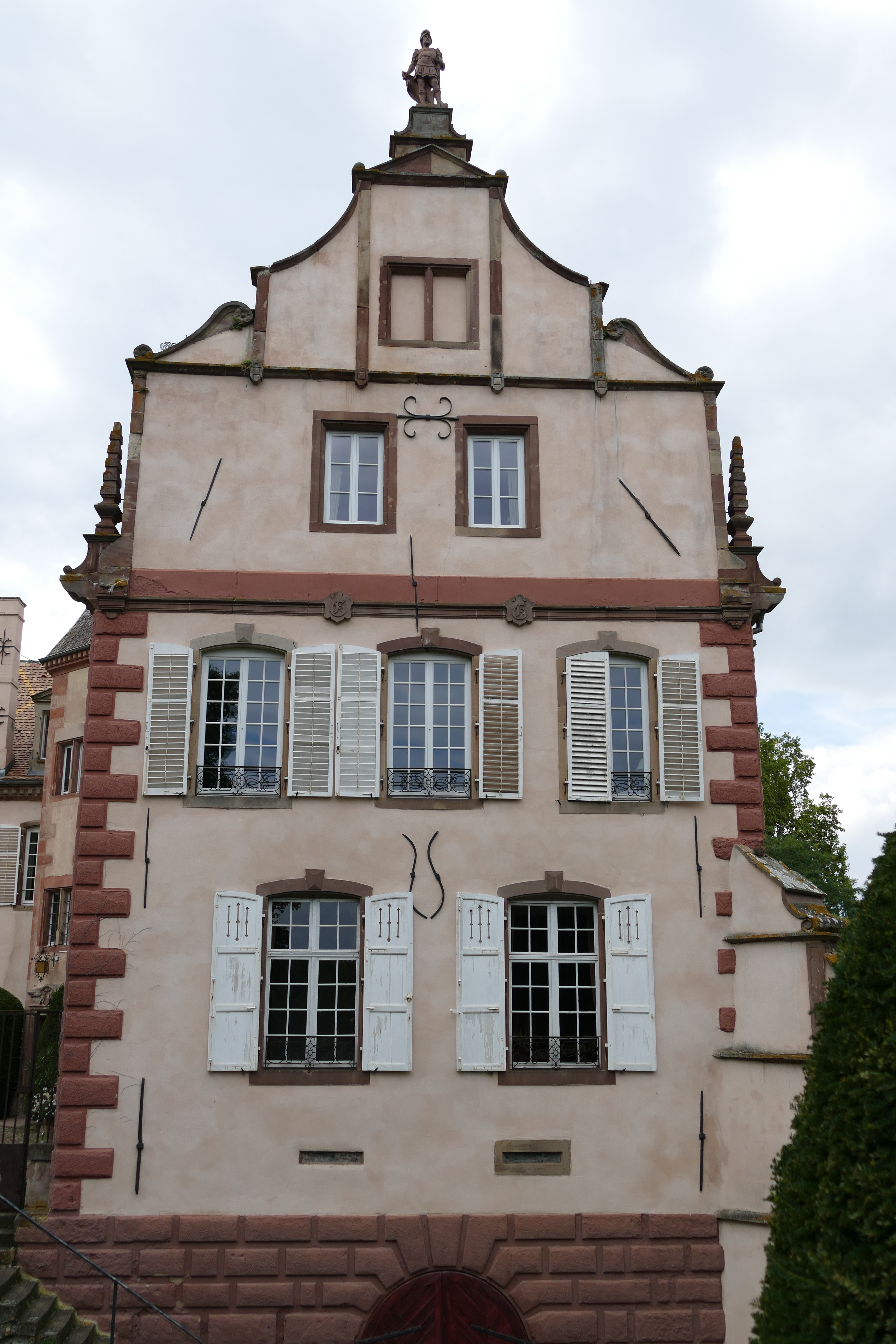
Façade Est
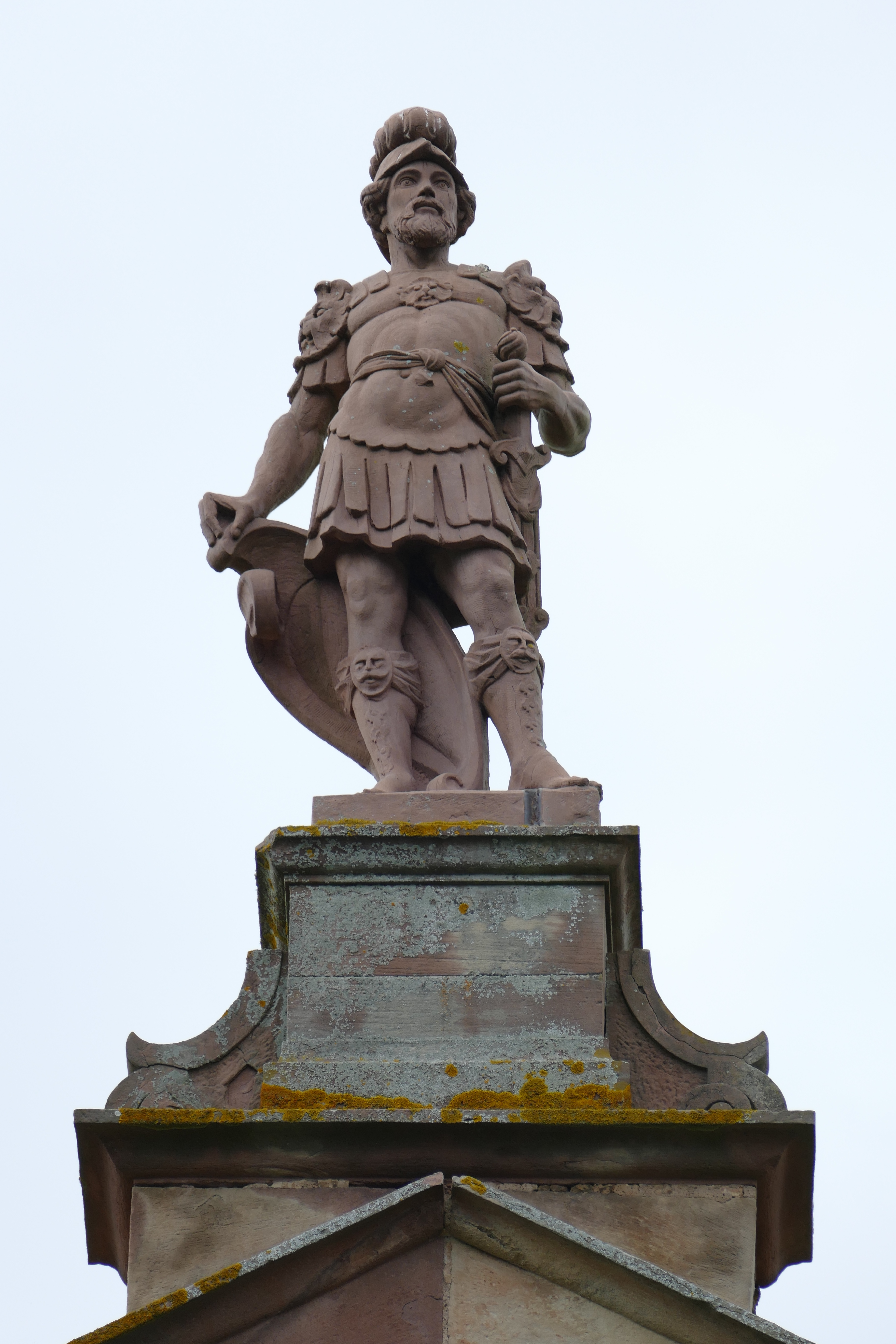
Statue de saint Quirin sur le pignon Est
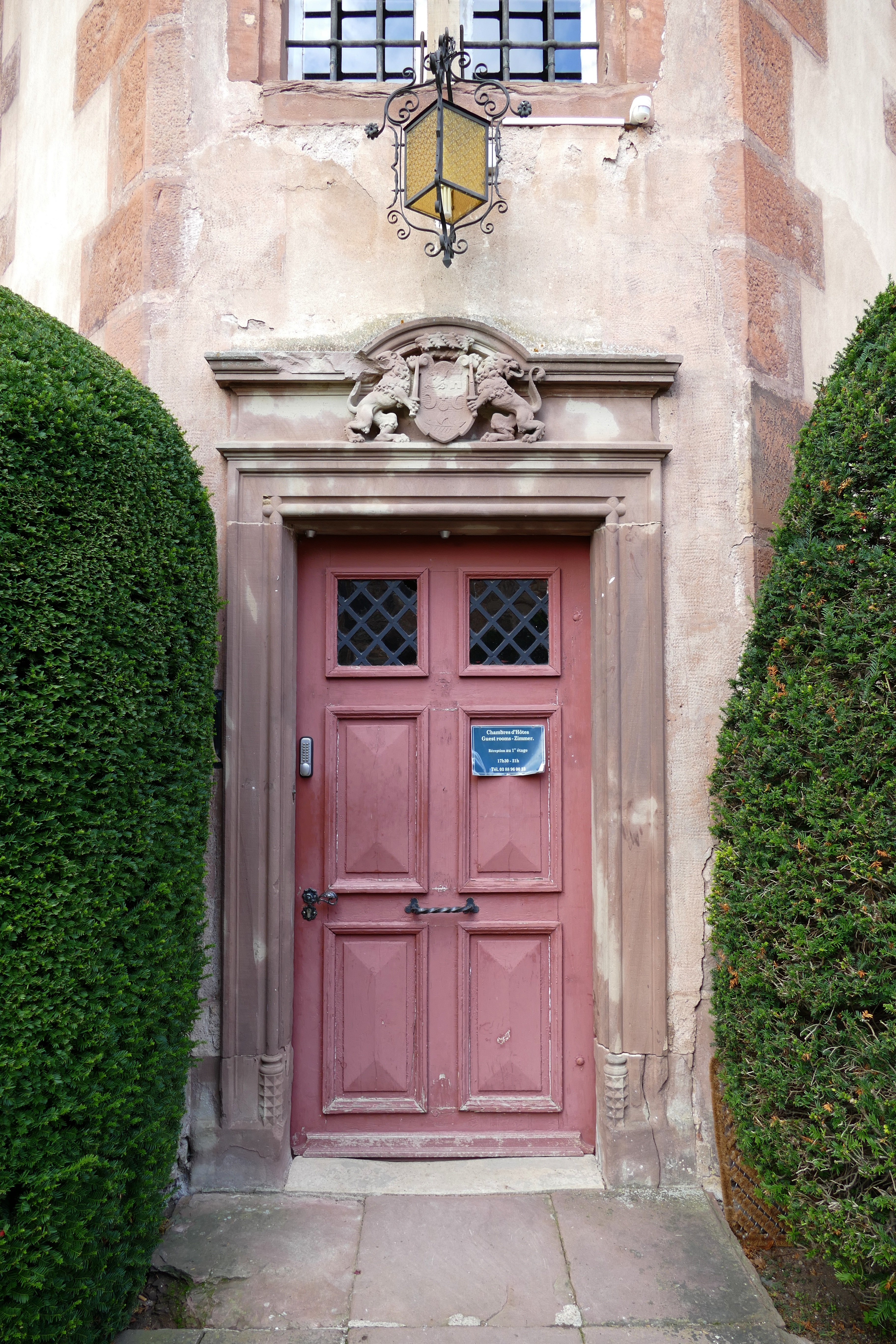
Porte d'accès de la tourelle d'escalier
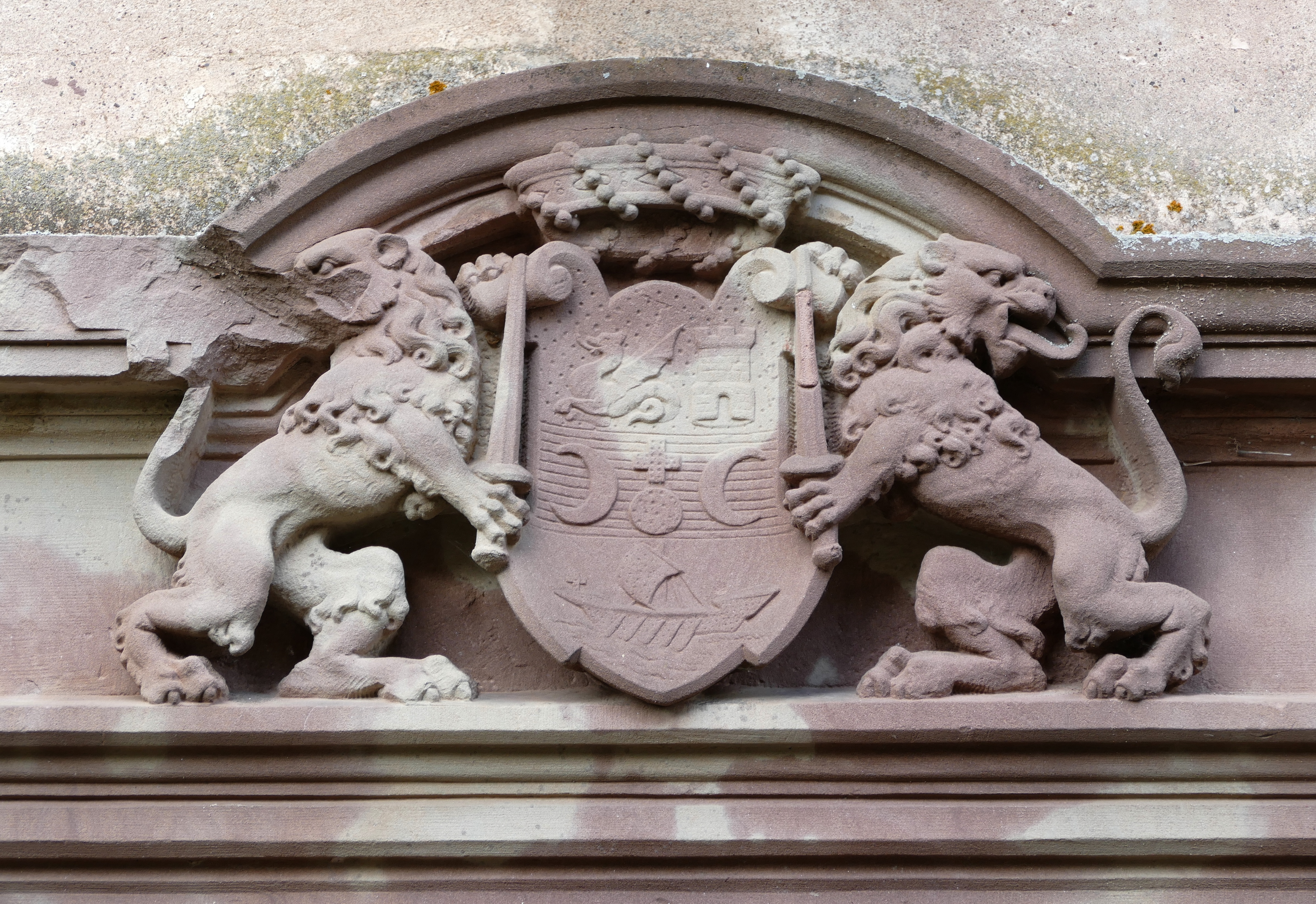
Armoiries des barons de Vietinghoff, locataire du château à la Révolution.
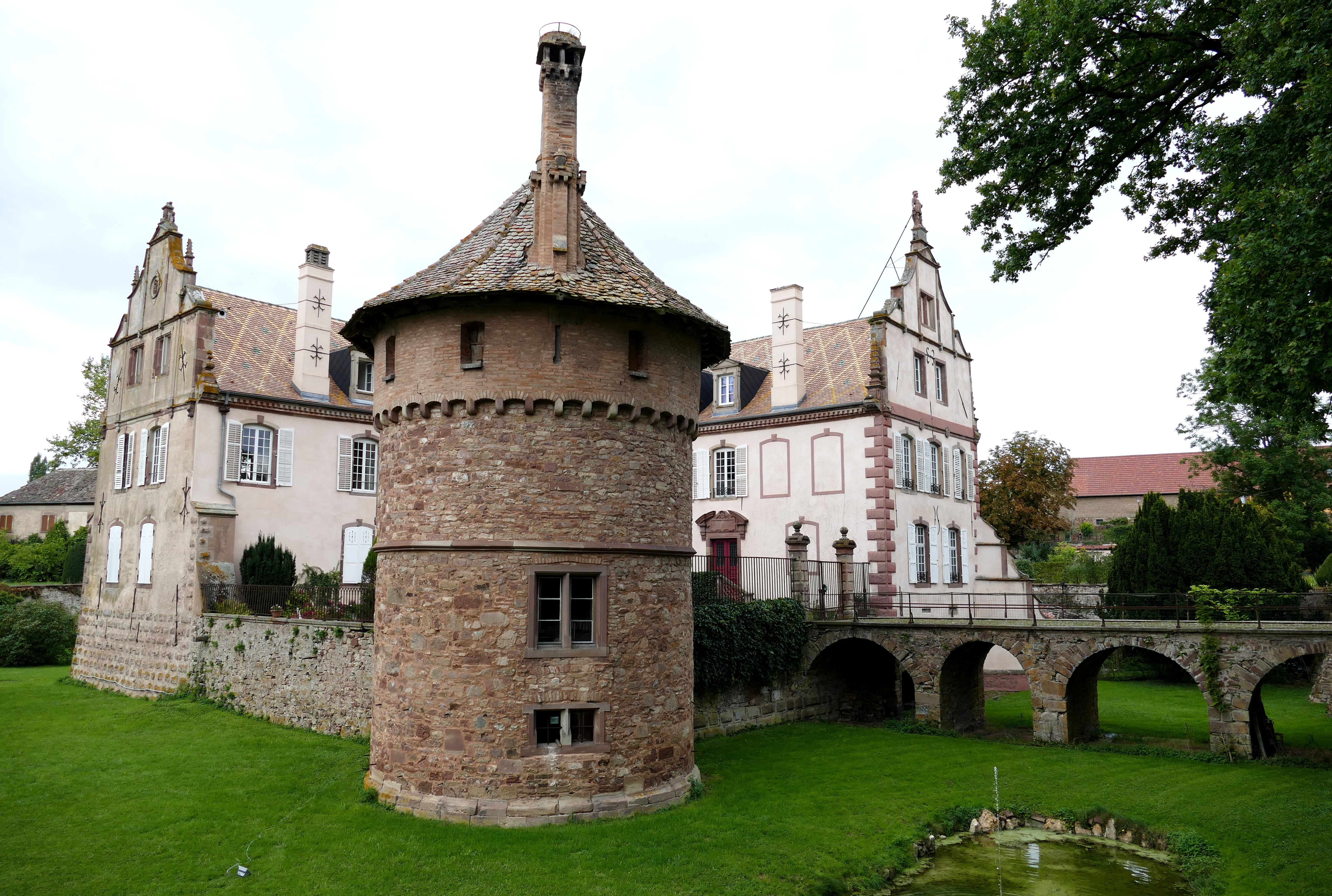
Donjon actuel (construit en 1866) abritant la bibliothèque privée du château
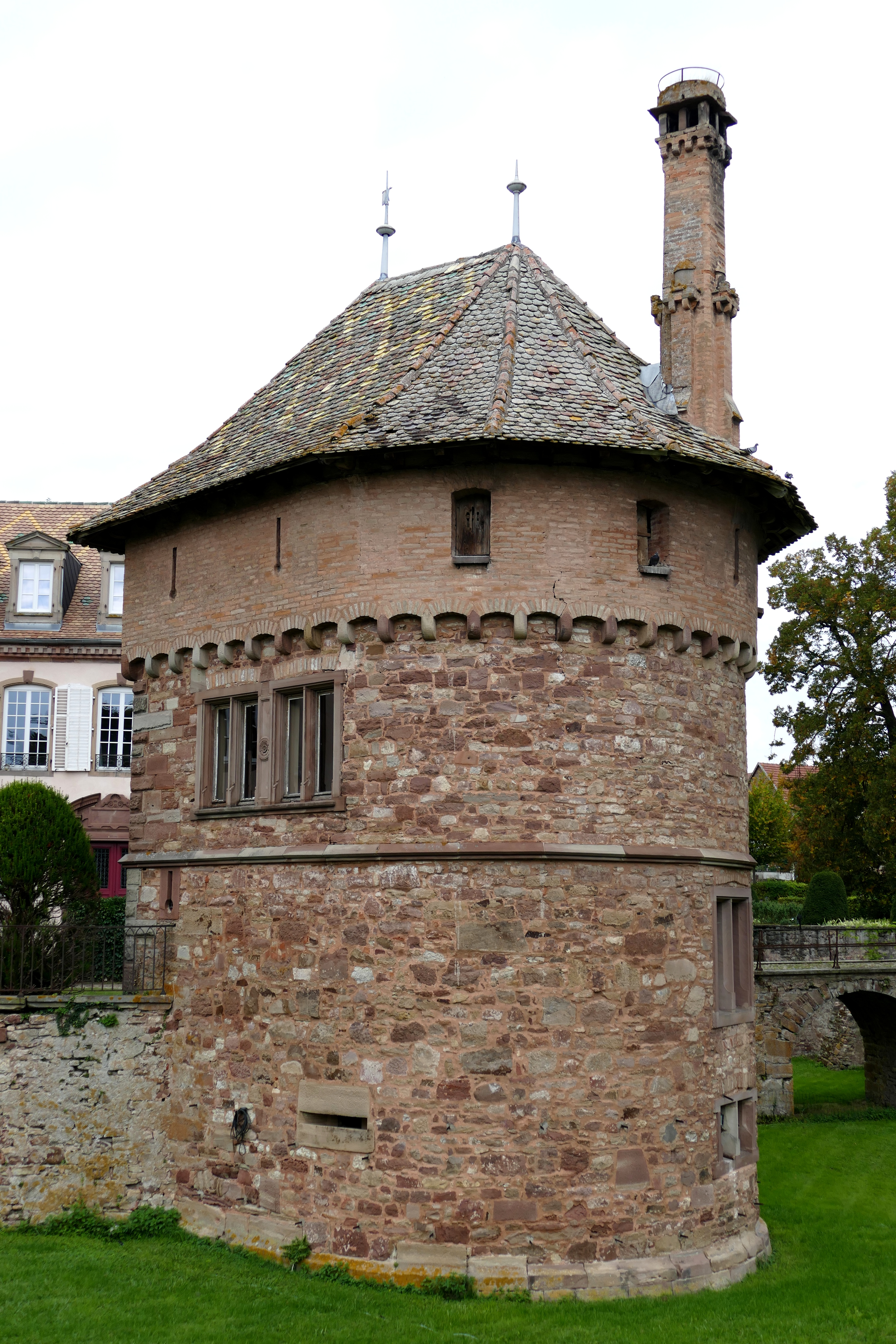
Donjon actuel (construit en 1866) abritant la bibliothèque privée du château
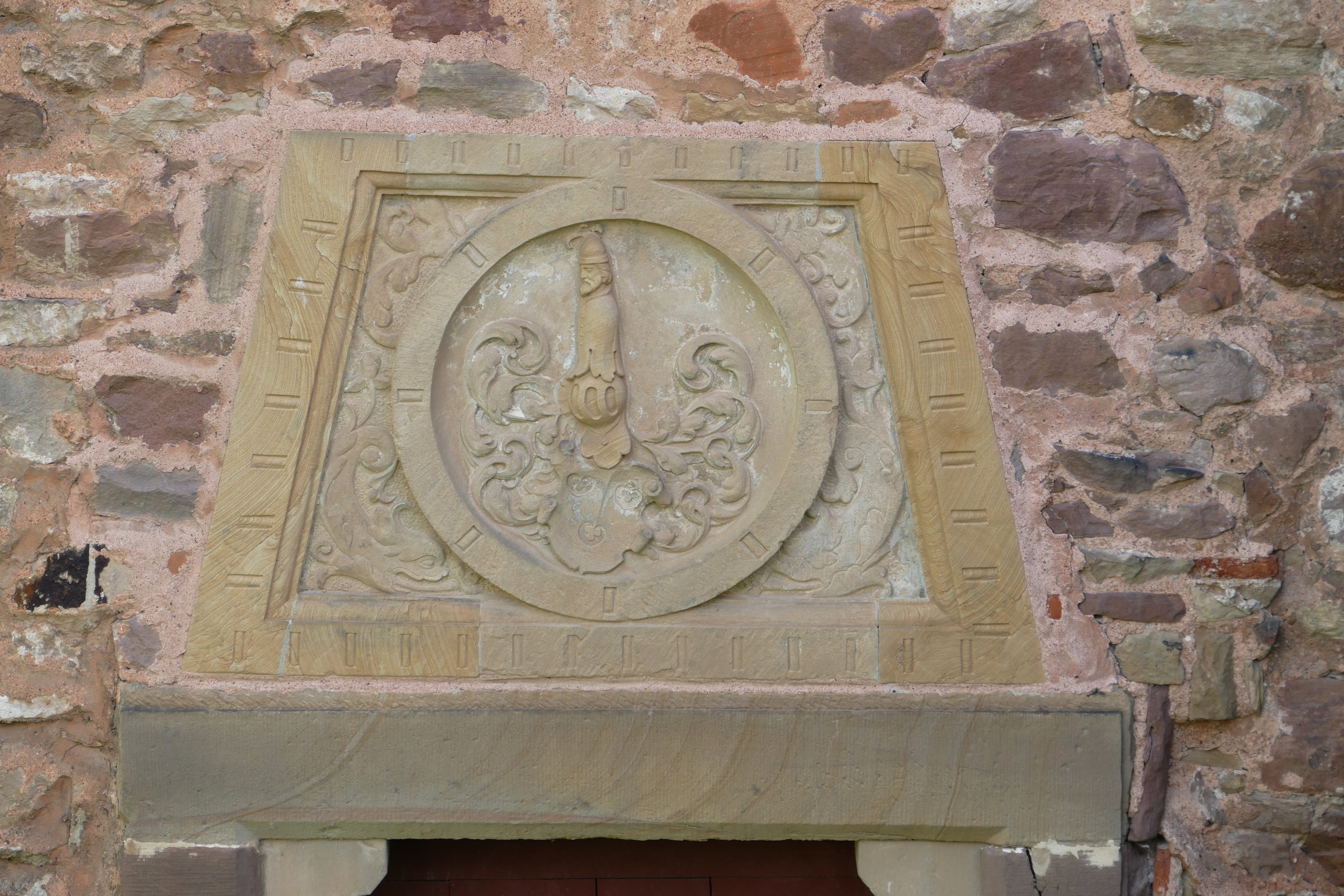
Linteau avec reliefs armoiries avec cimier des barons de Grouvel (XIXe)
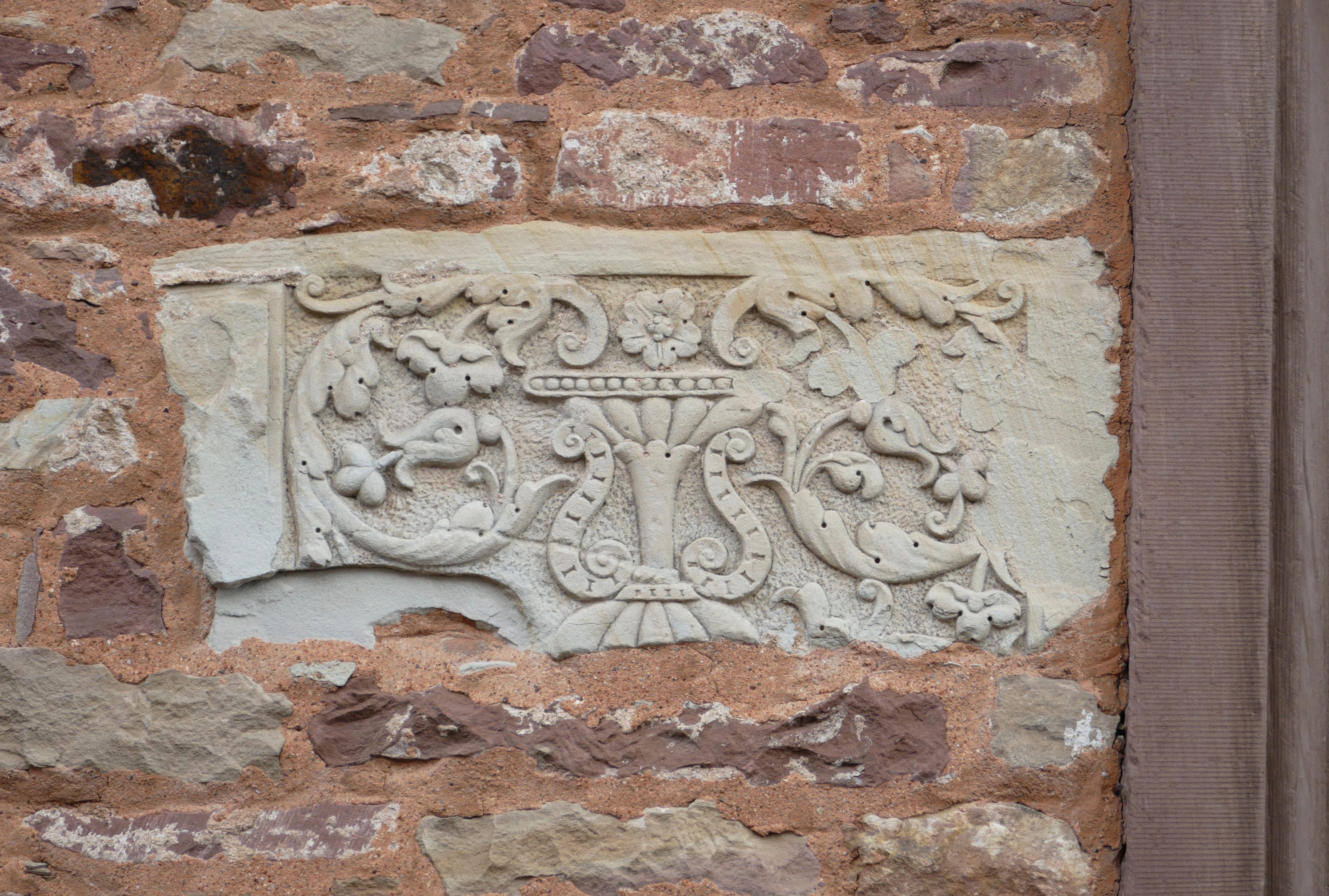
Relief floral en tufeau de Tourraine, encastré dans le mur du donjon provenant d'un château tourangeau.
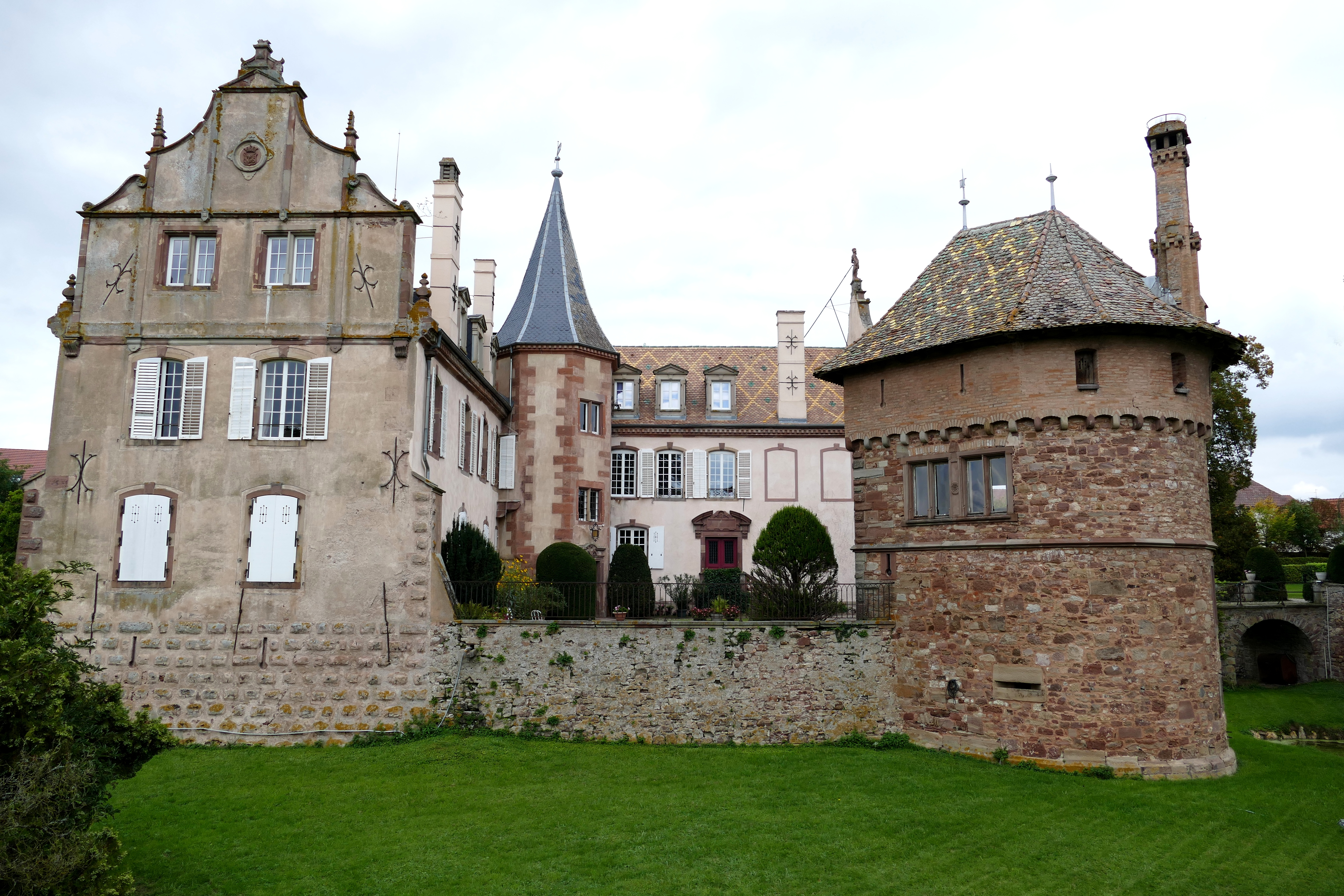
Façade Sud
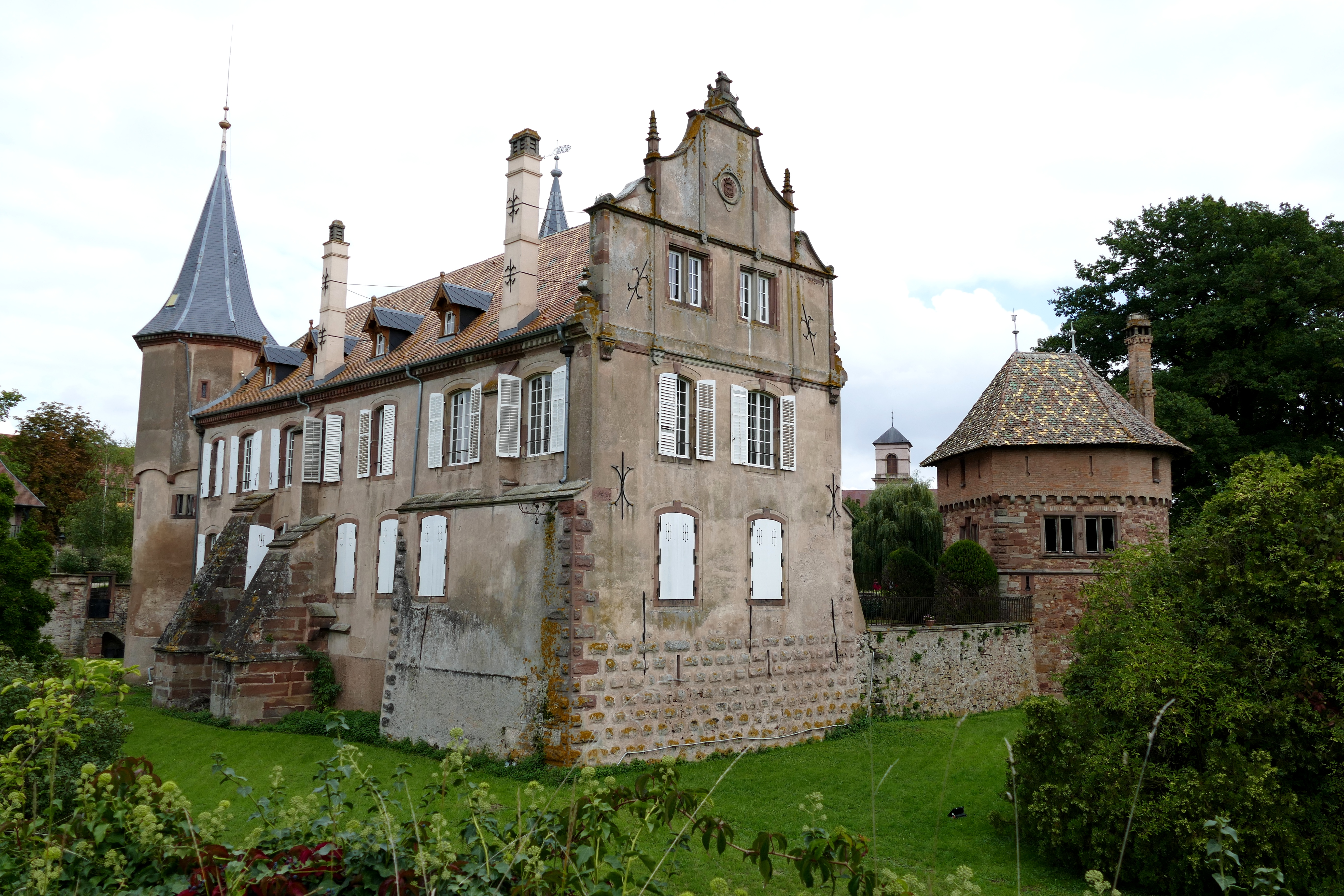
Façade Ouest